# Franz Erdmann (General)
Franz Erdmann (*  23. April 1939 in Allenstein, Ostpreußen) ist ein ehemaliger Generalmajor der NVA der DDR.

## Leben
Als Sohn eines Klempners besuchte er nach dem Ende des Zweiten Weltkrieges die EOS in der DDR und erlangte dort das Abitur.
Unmittelbar nach Abschluss der Schule trat Erdmann 1958 in die NVA ein und wurde Soldat im Panzerregiment 23 im Nordosten der DDR. Von 1958 bis 1959 absolvierte er eine Ausbildung zum Panzerfahrer im Lehrbataillon 9 und ging als Unteroffizier und Panzerfahrer zurück zu seinem Truppenteil.
Von 1959 bis 1961 erfolgte die Ausbildung zum Offizier der Panzertruppe an der Panzeroffiziersschule Großenhain. Nach Abschluss der Offizierschule erfolgte sein Einsatz als Offizier in der 9. Panzerdivision im Panzerbataillon des Mot.-Schützenregiment 9 (MSR-9). Dort wurde Franz Erdmann 1963 Mitglied der SED und 1968 Stellvertreter des Bataillonskommandeurs für politische Arbeit. Für die NVA ungewöhnlich war seine Rückkehr in die operative Kommandeurslaufbahn. Von 1970 bis 1973 war er Bataillonskommandeur des Panzerbataillons im MSR-9.
Von 1973 bis 1975 schloss sich ein Studium an der Militärakademie der NVA in Dresden an. Der Abschluss erfolgte mit einem Diplom als Militärwissenschaftler. Nach dem Studium erfolgte 1975 sein Einsatz wiederum in der 9. Panzerdivision. Franz Erdmann wurde Stellvertreter des Kommandeurs für Ausbildung in seinem alten Regiment, dem Panzerregiment 23. Ein Jahr später 1976 wurde er dort Stellvertreter des Kommandeurs und Stabschef. Von 1977 bis 1979 befehligte Franz Erdmann das Panzerregiment 22 als dessen Kommandeur. 
Von 1979 bis 1980 wurde Oberst Erdmann als Stellvertreter des Kommandeurs für Ausbildung der 9. Panzerdivision eingesetzt. Im Sommer 1980 stand ein Studium an der Generalstabsakademie der UdSSR in Moskau an. Erdmann konnte diese Akademie ohne besondere sprachliche Vorbereitung mit einem Diplom als Militärwissenschaftler abschließen.
1982 wurde er als Kommandeur der 9. Panzerdivision in Eggesin eingesetzt. Am 1. März 1984 erfolgte seine Ernennung zum Generalmajor der NVA. 
Während 1987 und 1988 eine kurze Phase der Kommandierung zur Dienstausübung beim Chef des Militärbezirkes V (Neubrandenburg) folgte, wurde er danach als Nachfolger von Generalmajor Heinz Exner Chef des Wehrbezirkskommandos Berlin. Mit dieser Dienststellung schied Erdmann zum 30. September 1990 aus der Nationalen Volksarmee aus.
Im Verlaufe seiner Dienstzeit wurde er u. a. mit dem Kampforden „Für Verdienste um Volk und Vaterland“ in Gold ausgezeichnet.